# Copa do Mundo FIFA de 2018 – Grupo C

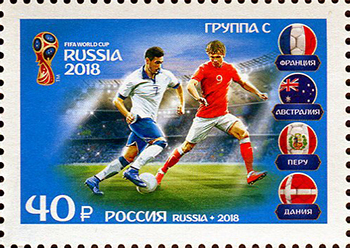
Selo russo de 2018 ilustrando as seleções do Grupo C

O Grupo C da Copa do Mundo FIFA de 2018, a vigésima primeira edição do torneio de futebol organizado pela Federação Internacional de Futebol (FIFA) e que ocorreu na Rússia, reuniu as seleções da França, da Austrália, do Peru e da Dinamarca. Seis das doze cidades-sede do torneio abrigaram jogos do grupo. A primeira partida, aconteceu em 16 de junho com a seleção francesa enfrentando a Austrália, terminando com a vitória francesa. Os dois melhores colocados do grupo avançaram as oitavas de final.

## Equipes
| Inscrição            | Equipe    | Confederação | Método de qualificação                  | Data de qualificação   | Aparições em Copas | Última participação | Melhor resultado        | Ranking da FIFA |
| Inscrição            | Equipe    | Confederação | Método de qualificação                  | Data de qualificação   | Aparições em Copas | Última participação | Melhor resultado        | outubro de 2017 |
| -------------------- | --------- | ------------ | --------------------------------------- | ---------------------- | ------------------ | ------------------- | ----------------------- | --------------- |
| A1 (cabeça-de-chave) | França    | UEFA         | Vencedor do grupo A                     | 10 de outubro de 2017  | 15                 | 2014                | Campeão (1998)          | 7º              |
| A2                   | Austrália | AFC          | Vencedor da repescagem intercontinental | 15 de novembro de 2017 | 5                  | 2014                | Oitavas de final (2006) | 43º             |
| A3                   | Peru      | CONMEBOL     | Vencedor da repescagem intercontinental | 16 de novembro de 2017 | 5                  | 1982                | Quartas de final (1970) | 10º             |
| A4                   | Dinamarca | UEFA         | Vencedor da repescagem                  | 14 de novembro de 2017 | 5                  | 2010                | Quartas de final (1998) | 19º             |

## Encontros anteriores em Copas do Mundo
- França x Austrália: Nenhum encontro
- Peru x Dinamarca: Nenhum encontro
- Dinamarca x Austrália: Nenhum encontro
- França x Peru: Nenhum encontro
- Dinamarca x França:
  - 1998, fase de grupos: França 2–1 Dinamarca
  - 2002, fase de grupos: Dinamarca 2–0 França
- Austrália x Peru: Nenhum encontro

## Classificação
| Legenda                                                         |
| --------------------------------------------------------------- |
| Primeiro e segundo colocados do grupo avançam para a fase final |

| Pos | Equipe    | Pts | J | V | E | D | GP | GC | SG | Classificado      |
| --- | --------- | --- | - | - | - | - | -- | -- | -- | ----------------- |
| 1   | França    | 7   | 3 | 2 | 1 | 0 | 3  | 1  | +2 | Fase eliminatória |
| 2   | Dinamarca | 5   | 3 | 1 | 2 | 0 | 2  | 1  | +1 | Fase eliminatória |
| 3   | Peru      | 3   | 3 | 1 | 0 | 2 | 2  | 2  | 0  | Eliminado         |
| 4   | Austrália | 1   | 3 | 0 | 1 | 2 | 2  | 5  | −3 | Eliminado         |

## Partidas

### França vs. Austrália
| 16 de junho   | França                                  | 2 – 1     | Austrália         | Arena Kazan, Cazã                         |
| 13:00 (UTC+3) | Griezmann 58' (pen) · Behich 81' (g.c.) | Relatório | Jedinak 62' (pen) | Público: 41 279 Árbitro: URU Andrés Cunha |

| França | Austrália |

| G                | 1  | Hugo Lloris       |     |     |
| LD               | 2  | Benjamin Pavard   |     |     |
| Z                | 4  | Raphaël Varane    |     |     |
| Z                | 5  | Samuel Umtiti     |     |     |
| LE               | 21 | Lucas Hernández   |     |     |
| M                | 12 | Corentin Tolisso  | 76' | 78' |
| M                | 13 | N'Golo Kanté      |     |     |
| M                | 6  | Paul Pogba        |     |     |
| A                | 11 | Ousmane Dembélé   |     | 70' |
| A                | 10 | Kylian Mbappé     |     |     |
| A                | 7  | Antoine Griezmann |     | 70' |
| Substituições:   |    |                   |     |     |
| A                | 9  | Olivier Giroud    |     | 70' |
| A                | 18 | Nabil Fekir       |     | 70' |
| M                | 14 | Blaise Matuidi    |     | 78' |
| Treinador:       |    |                   |     |     |
| Didier Deschamps |    |                   |     |     |

| G                | 1  | Mathew Ryan     |     |     |
| LD               | 19 | Josh Risdon     | 57' |     |
| Z                | 5  | Mark Milligan   |     |     |
| Z                | 20 | Trent Sainsbury |     |     |
| LE               | 16 | Aziz Behich     | 87' |     |
| V                | 15 | Mile Jedinak    |     |     |
| V                | 13 | Aaron Mooy      |     |     |
| M                | 7  | Mathew Leckie   | 13' |     |
| M                | 23 | Tom Rogic       |     | 72' |
| M                | 10 | Robbie Kruse    |     | 84' |
| A                | 11 | Andrew Nabbout  |     | 64' |
| Substituições:   |    |                 |     |     |
| A                | 9  | Tomi Juric      |     | 64' |
| M                | 22 | Jackson Irvine  |     | 72' |
| A                | 17 | Daniel Arzani   |     | 84' |
| Treinador:       |    |                 |     |     |
| Bert van Marwijk |    |                 |     |     |

| Homem do Jogo: FRA Antoine Griezmann Bandeirinhas: URU Nicolás Tarán URU Mauricio Espinosa Quarto árbitro: CHI Julio Bascuñán Quinto árbitro: CHI Christian Schiemann Árbitro assistente de vídeo: ARG Mauro Vigliano Árbitros assistentes de árbitro de vídeo: BOL Gery Vargas ARG Hernán Maidana POR Tiago Martins |

### Peru vs. Dinamarca
| 16 de junho   | Peru | 0 – 1     | Dinamarca   | Arena Mordovia, Saransk                     |
| 19:00 (UTC+3) |      | Relatório | Poulsen 59' | Público: 40 502 Árbitro: GAM Bakary Gassama |

| Peru | Dinamarca |

| G              | 1  | Pedro Gallese     |     |     |
| LD             | 17 | Luis Advíncula    |     |     |
| Z              | 2  | Alberto Rodríguez |     |     |
| Z              | 15 | Christian Ramos   |     |     |
| LE             | 6  | Miguel Trauco     |     |     |
| V              | 13 | Renato Tapia      | 38' | 87' |
| V              | 19 | Yoshimar Yotún    |     |     |
| M              | 18 | André Carrillo    |     |     |
| M              | 8  | Christian Cueva   |     |     |
| M              | 20 | Edison Flores     |     | 62' |
| A              | 10 | Jefferson Farfán  |     | 85' |
| Substituições: |    |                   |     |     |
| A              | 9  | Paolo Guerrero    |     | 62' |
| A              | 11 | Raúl Ruidíaz      |     | 85' |
| V              | 23 | Pedro Aquino      |     | 87' |
| Treinador:     |    |                   |     |     |
| Ricardo Gareca |    |                   |     |     |

| G              | 1  | Kasper Schmeichel   |       |     |
| LD             | 14 | Henrik Dalsgaard    |       |     |
| Z              | 4  | Simon Kjær          |       |     |
| Z              | 6  | Andreas Christensen |       | 81' |
| LE             | 17 | Jens Stryger Larsen |       |     |
| M              | 7  | William Kvist       |       | 35' |
| M              | 10 | Christian Eriksen   |       |     |
| M              | 8  | Thomas Delaney      | 86'   |     |
| A              | 20 | Yussuf Poulsen      | 90+3' |     |
| A              | 9  | Nicolai Jørgensen   |       |     |
| A              | 23 | Pione Sisto         |       | 67' |
| Substituições: |    |                     |       |     |
| M              | 19 | Lasse Schöne        |       | 35' |
| A              | 11 | Martin Braithwaite  |       | 67' |
| Z              | 13 | Mathias Jørgensen   |       | 81' |
| Treinador:     |    |                     |       |     |
| Åge Hareide    |    |                     |       |     |

| Homem do Jogo: Yussuf Poulsen Bandeirinhas: Jean Claude Birumushahu Abdelhak Etchiali Quarto árbitro: Mehdi Abid Charef Quinto árbitro: Anouar Hmila Árbitro assistente de vídeo: Felix Zwayer Árbitros assistentes de árbitro de vídeo: Bastian Dankert Mark Borsch Danny Makkelie |

### Dinamarca vs. Austrália
| 21 de junho   | Dinamarca  | 1 – 1     | Austrália         | Estádio de Samara, Samara                        |
| 16:00 (UTC+4) | Eriksen 7' | Relatório | Jedinak 38' (pen) | Público: 40 727 Árbitro: ESP Antonio Mateu Lahoz |

| Dinamarca | Austrália |

| G              | 1  | Kasper Schmeichel   |     |     |
| LD             | 14 | Henrik Dalsgaard    |     |     |
| Z              | 4  | Simon Kjær          |     |     |
| Z              | 6  | Andreas Christensen |     |     |
| LE             | 17 | Jens Stryger Larsen |     |     |
| M              | 8  | Thomas Delaney      |     |     |
| M              | 19 | Lasse Schöne        |     |     |
| M              | 10 | Christian Eriksen   |     |     |
| A              | 20 | Yussuf Poulsen      | 37' | 59' |
| A              | 9  | Nicolai Jørgensen   |     | 68' |
| A              | 23 | Pione Sisto         | 84' |     |
| Substituições: |    |                     |     |     |
| V              | 11 | Martin Braithwaite  |     | 59' |
| V              | 21 | Andreas Cornelius   |     | 68' |
| Treinador:     |    |                     |     |     |
| Åge Hareide    |    |                     |     |     |

| G                | 1  | Mathew Ryan     |  |     |
| LD               | 19 | Josh Risdon     |  |     |
| Z                | 20 | Trent Sainsbury |  |     |
| Z                | 5  | Mark Milligan   |  |     |
| LE               | 16 | Aziz Behich     |  |     |
| V                | 15 | Mile Jedinak    |  |     |
| V                | 13 | Aaron Mooy      |  |     |
| M                | 7  | Mathew Leckie   |  |     |
| M                | 23 | Tom Rogic       |  | 82' |
| M                | 10 | Robbie Kruse    |  | 68' |
| A                | 11 | Andrew Nabbout  |  | 75' |
| Substituições:   |    |                 |  |     |
| V                | 17 | Daniel Arzani   |  | 68' |
| V                | 9  | Tomi Juric      |  | 75' |
| M                | 22 | Jackson Irvine  |  | 82' |
| Treinador:       |    |                 |  |     |
| Bert van Marwijk |    |                 |  |     |

| Homem do Jogo: Christian Eriksen Bandeirinhas: Pau Cebrián Devís Roberto Díaz Pérez Quarto árbitro: Bamlak Tessema Weyesa Quinto árbitro: Juan Carlos Mora Árbitro assistente de vídeo: Mark Geiger Árbitros assistentes de árbitro de vídeo: Jair Marrufo Joe Fletcher Paolo Valeri |

### França vs. Peru
| 21 de junho   | França     | 1 – 0     | Peru | Estádio Central, Ecaterimburgo                               |
| 20:00 (UTC+5) | Mbappé 34' | Relatório |      | Público: 32 789 Árbitro: UAE Mohammed Abdulla Hassan Mohamed |

| França | Peru |

| G                | 1  | Hugo Lloris       |     |     |
| LD               | 2  | Benjamin Pavard   |     |     |
| Z                | 4  | Raphaël Varane    |     |     |
| Z                | 5  | Samuel Umtiti     |     |     |
| LE               | 21 | Lucas Hernández   |     |     |
| V                | 6  | Paul Pogba        | 86' | 89' |
| V                | 13 | N'Golo Kanté      |     |     |
| M                | 10 | Kylian Mbappé     |     | 75' |
| M                | 7  | Antoine Griezmann |     | 80' |
| M                | 14 | Blaise Matuidi    | 16' |     |
| A                | 9  | Olivier Giroud    |     |     |
| Substituições:   |    |                   |     |     |
| M                | 11 | Ousmane Dembélé   |     | 75' |
| M                | 18 | Nabil Fekir       |     | 80' |
| M                | 15 | Steven Nzonzi     |     | 89' |
| Treinador:       |    |                   |     |     |
| Didier Deschamps |    |                   |     |     |

| G              | 1  | Pedro Gallese       |     |     |
| LD             | 17 | Luis Advíncula      |     |     |
| Z              | 15 | Christian Ramos     |     |     |
| Z              | 2  | Alberto Rodríguez   |     | 46' |
| LE             | 6  | Miguel Trauco       |     |     |
| V              | 23 | Pedro Aquino        | 81' |     |
| V              | 19 | Yoshimar Yotún      |     | 46' |
| M              | 18 | André Carrillo      |     |     |
| M              | 8  | Christian Cueva     |     | 82' |
| M              | 20 | Edison Flores       |     |     |
| A              | 9  | Paolo Guerrero      | 23' |     |
| Substituições: |    |                     |     |     |
| M              | 10 | Jefferson Farfán    |     | 46' |
| Z              | 4  | Anderson Santamaría |     | 46' |
| M              | 11 | Raúl Ruidíaz        |     | 82' |
| Treinador:     |    |                     |     |     |
| Ricardo Gareca |    |                     |     |     |

| Homem do Jogo: Kylian Mbappé Bandeirinhas: Mohamed Al Hammadi Hasan Al Mahri Quarto árbitro: Janny Sikazwe Quinto árbitro: Jerson Dos Santos Árbitro assistente de vídeo: Daniele Orsato Árbitros assistentes de árbitro de vídeo: Abdulrahman Al-Jassim Taleb Al Maari Szymon Marciniak |

### Dinamarca vs. França
| 26 de junho   | Dinamarca | 0 – 0     | França | Estádio Lujniki, Moscou                         |
| 17:00 (UTC+3) |           | Relatório |        | Público: 78 011 Árbitro: BRA Sandro Meira Ricci |

| Dinamarca | França |

| G              | 1  | Kasper Schmeichel   |       |       |
| LD             | 14 | Henrik Dalsgaard    |       |       |
| Z              | 4  | Simon Kjær          |       |       |
| Z              | 6  | Andreas Christensen |       |       |
| LE             | 17 | Jens Stryger Larsen |       |       |
| M              | 8  | Thomas Delaney      |       | 90+2' |
| M              | 13 | Mathias Jørgensen   | 45+3' |       |
| M              | 10 | Christian Eriksen   |       |       |
| A              | 23 | Pione Sisto         |       | 60'   |
| A              | 21 | Andreas Cornelius   |       | 75'   |
| A              | 11 | Martin Braithwaite  |       |       |
| Substituições: |    |                     |       |       |
| A              | 15 | Viktor Fischer      |       | 60'   |
| A              | 12 | Kasper Dolberg      |       | 75'   |
| M              | 18 | Lukas Lerager       |       | 90+2' |
| Treinador:     |    |                     |       |       |
| Åge Hareide    |    |                     |       |       |

| G                | 16 | Steve Mandanda    |  |     |
| LD               | 19 | Djibril Sidibé    |  |     |
| Z                | 4  | Raphaël Varane    |  |     |
| Z                | 3  | Presnel Kimpembe  |  |     |
| LE               | 21 | Lucas Hernández   |  | 50' |
| V                | 13 | N'Golo Kanté      |  |     |
| V                | 15 | Steven Nzonzi     |  |     |
| M                | 11 | Ousmane Dembélé   |  | 78' |
| M                | 7  | Antoine Griezmann |  | 68' |
| M                | 8  | Thomas Lemar      |  |     |
| A                | 9  | Olivier Giroud    |  |     |
| Substituições:   |    |                   |  |     |
| LE               | 22 | Benjamin Mendy    |  | 50' |
| A                | 18 | Nabil Fekir       |  | 68' |
| A                | 10 | Kylian Mbappé     |  | 78' |
| Treinador:       |    |                   |  |     |
| Didier Deschamps |    |                   |  |     |

| Homem do Jogo: N'Golo Kanté Bandeirinhas: Emerson de Carvalho Marcelo Van Gasse Quarto árbitro: Gianluca Rocchi Quinto árbitro: Mauro Tonolini Árbitro assistente de vídeo: Mauro Vigliano Árbitros assistentes de árbitro de vídeo: Wilton Sampaio Carlos Astroza Tiago Martins |

### Austrália vs. Peru
| 26 de junho   | Austrália | 0 – 2     | Peru                        | Estádio Olímpico de Fisht, Sóchi            |
| 17:00 (UTC+3) |           | Relatório | Carrillo 18' · Guerrero 50' | Público: 44 073 Árbitro: RUS Sergei Karasev |

| Australia | Peru |

| G                | 1  | Mathew Ryan     |     |     |
| LD               | 19 | Josh Risdon     |     |     |
| Z                | 20 | Trent Sainsbury |     |     |
| Z                | 5  | Mark Milligan   | 88' |     |
| LE               | 16 | Aziz Behich     |     |     |
| V                | 15 | Mile Jedinak    | 10' |     |
| V                | 13 | Aaron Mooy      |     |     |
| M                | 7  | Mathew Leckie   |     |     |
| M                | 23 | Tom Rogic       | 66' | 72' |
| M                | 10 | Robbie Kruse    |     | 58' |
| A                | 9  | Tomi Juric      |     | 53' |
| Substituições:   |    |                 |     |     |
| A                | 4  | Tim Cahill      |     | 53' |
| A                | 17 | Daniel Arzani   | 60' | 58' |
| M                | 22 | Jackson Irvine  |     | 72' |
| Treinador:       |    |                 |     |     |
| Bert van Marwijk |    |                 |     |     |

| G              | 1  | Pedro Gallese       |     |     |
| LD             | 17 | Luis Advíncula      |     |     |
| Z              | 15 | Christian Ramos     |     |     |
| Z              | 4  | Anderson Santamaría |     |     |
| LE             | 6  | Miguel Trauco       |     |     |
| V              | 13 | Renato Tapia        |     | 63' |
| V              | 19 | Yoshimar Yotún      | 45' | 46' |
| M              | 18 | André Carrillo      |     | 79' |
| M              | 8  | Christian Cueva     |     |     |
| M              | 20 | Edison Flores       |     |     |
| A              | 9  | Paolo Guerrero      |     |     |
| Substituições: |    |                     |     |     |
| M              | 23 | Pedro Aquino        |     | 46' |
| M              | 7  | Paolo Hurtado       | 79' | 63' |
| M              | 16 | Wilder Cartagena    |     | 79' |
| Treinador:     |    |                     |     |     |
| Ricardo Gareca |    |                     |     |     |

| Homem do Jogo: André Carrillo Bandeirinhas: Anton Anverianov Tikhon Kalugin Quarto árbitro: Ryuji Sato Quinto árbitro: Toru Sagara Árbitro assistente de vídeo: Danny Makkelie Árbitros assistentes de árbitro de vídeo: Jair Marrufo Mark Borsch Bastian Dankert |

## Disciplina
Os pontos por fair play são usados como critério de desempate se duas equipes terminem empatadas em todos os demais critérios de desempate. Estes foram calculados com base nos cartões amarelos e vermelhos recebidos em todas as partidas do grupo da seguinte forma:
- primeiro cartão amarelo: menos 1 ponto;
- cartão vermelho indireto (segundo cartão amarelo): menos 3 pontos;
- cartão vermelho direto: menos 4 pontos;
- cartão amarelo e cartão vermelho direto: menos 5 pontos;

Apenas uma das deduções acima seria aplicada a um jogador em uma única partida.
| Seleção   | Jogo 1                        | Jogo 1                            | Jogo 1  | Jogo 1               | Jogo 2                        | Jogo 2                            | Jogo 2  | Jogo 2               | Jogo 3                        | Jogo 3                            | Jogo 3  | Jogo 3               | Pontos |
| Seleção   | Penalizado com cartão amarelo | Penalizado · Penalizado · Expulso | Expulso | Penalizado · Expulso | Penalizado com cartão amarelo | Penalizado · Penalizado · Expulso | Expulso | Penalizado · Expulso | Penalizado com cartão amarelo | Penalizado · Penalizado · Expulso | Expulso | Penalizado · Expulso | Pontos |
| --------- | ----------------------------- | --------------------------------- | ------- | -------------------- | ----------------------------- | --------------------------------- | ------- | -------------------- | ----------------------------- | --------------------------------- | ------- | -------------------- | ------ |
| França    | 1                             |                                   |         |                      | 2                             |                                   |         |                      |                               |                                   |         |                      | −3     |
| Dinamarca | 2                             |                                   |         |                      | 2                             |                                   |         |                      | 1                             |                                   |         |                      | −5     |
| Peru      | 1                             |                                   |         |                      | 2                             |                                   |         |                      | 2                             |                                   |         |                      | −5     |
| Austrália | 3                             |                                   |         |                      |                               |                                   |         |                      | 4                             |                                   |         |                      | −7     |